# Protoporfirinogén IX
A protoporfirinogén IX a porfirinok, például a hemoglobin és a klorofill szintézise során keletkező vegyület, a protoporfirin IX közvetlen prekurzora.
Porfirinogén, vagyis nem aromás hexahidroporfinmagja van, mely porfinná alakul a hemszintézis későbbi szakaszaiban. A többi porfirinogénhez hasonlóan színtelen.

## Bioszintézis
A vegyületet a legtöbb élőlény koproporfirinogén III-ból állítja elő koproporfirinogén III-oxidáz által.

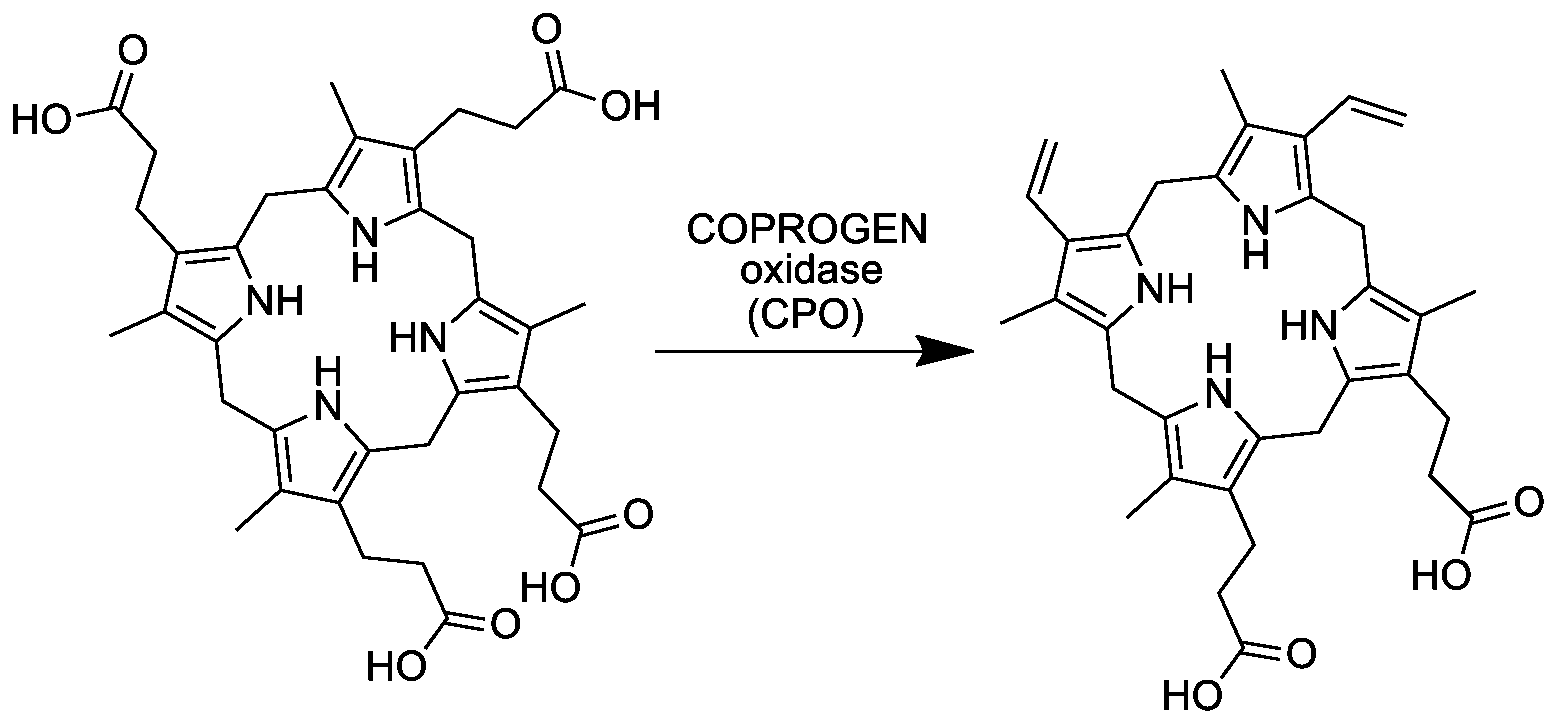
Protoporfirinogén IX szintézise koproprfirinogén III-ból

A folyamat két propionsavcsoport etenilcsoporttá alakításából áll. A koproporfirinogén III-ban a pirrolok csoportjai elrendezése MP-MP-MP-PM, ahol M a metil, P a propionsav, a protoporfirinogén IX-ben ez ME-ME-MP-PM, ahol E az etenilcsoport.

### Anaerob
A HemN S-adenozilmetionint (SAM) használó oxigénérzékeny enzim, mely a koproporfirinogén III protoporfirinogén IX-cé való anaerob oxidációját katalizálja. Az egyik legnagyobb (több mint 700 000 tagú) enzimcsalád, a gyökös SAM-szupercsalád tagja. A HemN által katalizált dekarboxiláció kétlépéses, először harderoporfirinogén keletkezik, majd protoporfirinogén IX. Ehhez 2 SAM-t használ.

## Reakciói
A protoporfirinogén IX-oxidáz a protoporfirinogén IX-et protoporfirin IX-cé alakítja, ez az első színes tetrapirrol a hembioszintézisben.

### Aerob
Az oxigéndependens protoporfirinogén IX-oxidáz a protoporfirinogén IX dehidrogénezését katalizálja protoporfirin IX-cé.  A vad típusú PPO a dehidrogénezést hidrogén-peroxid létrehozásával együtt katalizálja. Több mutáció ismert, melyek csökkentik a hatékonyságát.

### Kapcsolat más reakcióláncokkal
A protoporfirinogén IX reakciói bizonyos élőlényekben az elektrontranszportlánccal összekapcsolva történnek.

## Fordítás
Ez a szócikk részben vagy egészben  a   Protoporphyrinogen IX című angol Wikipédia-szócikk ezen változatának fordításán alapul.  Az eredeti cikk szerkesztőit annak laptörténete sorolja fel. Ez a jelzés csupán a megfogalmazás eredetét és a szerzői jogokat jelzi, nem szolgál a cikkben szereplő információk forrásmegjelöléseként.